# Язнач
Я́знач — река в Жлобинском районе Гомельской области Белоруссии. Правый приток реки Добысна.
Начинается в 3,5 км к востоку от деревни Мормаль, рядом с дорогой Мормаль — Папоротное. Впадает в Добысну неподалёку от агрогородка Нивы. Водосбор расположен в пределах Гомельского Полесья.
Длина реки составляет 7 км. Площадь водосбора — 105 км². Средний наклон водной поверхности — 0,9 м/км.
Русло полностью канализовано, благодаря чему река также известна под названием Нивский канал.